# Пр'єпасне
Пр'єпасне (словац. Priepasné) — село, громада округу Миява, Тренчинський край. Кадастрова площа громади — 13.71 км².
Населення 360 осіб (станом на 31 грудня 2020 року).

## Історія
Пр'єпасне згадується 1957 року.

## Географія
Протікає Прєпаснянський потік

## Населення
| Рік:            | 1994. | 2004.    | 2014.   | 2024.   |
| --------------- | ----- | -------- | ------- | ------- |
| Кількість осіб: | 426   | 345      | 373     | 350     |
| Різниця:        |       | -19,01 % | +8,11 % | -6,16 % |

| Рік:            | 2023. | 2024.   |
| --------------- | ----- | ------- |
| Кількість осіб: | 354   | 350     |
| Різниця:        |       | -1,12 % |